# Tubercithorax
Tubercithorax es un género de arañas araneomorfas de la familia Linyphiidae. Se encuentra en Rusia.

## Lista de especies
Según The World Spider Catalog 12.0:
- Tubercithorax furcifer Eskov, 1988
- Tubercithorax subarcticus (Tanasevitch, 1984)